# Kjell Andreassen
Kjell Andreassen (23 gennaio 1940 – 13 aprile 2022) è stato un calciatore norvegese, di ruolo difensore.

## Carriera

### Club
Andreassen giocò per il Fredrikstad. Con questa maglia, vinse un campionato (1960-1961) e due edizioni della Norgesmesterskapet (1961 e 1966). Giocò tutte le 4 partite disputate dal Fredrikstad nella Coppa dei Campioni 1960-1961.

## Palmarès

### Club

#### Competizioni nazionali
- Campionato norvegese: 1

Fredrikstad: 1960-1961
- Coppa di Norvegia: 2

Fredrikstad: 1961, 1966